# نيل بوينتون
نيل بوينتون (بالإنجليزية: Neil Pointon)‏ (28 نوفمبر 1964 في المملكة المتحدة - ) هو لاعب كرة قدم بريطاني في مركز الظهير. لعب مع أولدهام أثلتيك وسكونثورب يونايتد ومانشستر سيتي ونادي إيفرتون ونادي تشيسترفيلد ونادي والسول وهارت أوف ميدلوثيان ونادي هدنسفورد تاون.

## وصلات خارجية
- نيل بوينتون على موقع قاعدة بيانات كرة القدم.إي يو (الإنجليزية)
- نيل بوينتون على موقع Soccerbase.com (لاعب) (الإنجليزية)
- نيل بوينتون على موقع Soccerbase.com (مدرب) (الإنجليزية)
- نيل بوينتون على موقع عالم كرة القدم.نت (الإنجليزية)